# The Love Mask
The Love Mask è un film muto del 1916 diretto da Frank Reicher. Di genere drammatico sentimentale, il film è un western prodotto da Jesse L. Lasky su un soggetto firmato da Cecil B. DeMille e da Jeanie Macpherson. Gli interpreti erano Cleo Ridgely, Wallace Reid, Earle Foxe.

## Trama
Al tempo della corsa all'oro in California, quattro minatori senza successo decidono di rapinare Kate Kenner, un cercatrice che ha trovato dell'oro, convinti che depredare una donna sia molto meno rischioso che rubare a un uomo. Lei, però, anche se è fidanzata con Dan Deering, lo sceriffo del posto, decide di farsi giustizia da sola. Così, indossa una maschera nera dello stesso tipo di quella usata da Silver Spurs, un noto bandito di cui nessuno conosce la vera identità, e recupera il suo oro nel saloon dove lo hanno portato i quattro imbroglioni. Mentre cerca di fuggire, Dan riesce a catturarla e a smascherarla. Con sua grande sorpresa scopre che sotto la maschera si nasconde la sua fidanzata e crede, come tutti in città, che Silver Spurs sia Kate. Messa immediatamente sotto processo, non ci sono speranze per lei di venire assolta. Ma il vero Silver Spurs, che si era divertito alla messa in scena della ragazza, spariglia le carte: ruba l'oro e scappa via, lasciando un biglietto dove scagiona Kate. Dan, allora, invece di mettersi a caccia del bandito, rivolge tutte le sue attenzioni alla fidanzata che, ormai, ha deciso di portare all'altare.

## Produzione
Il film fu prodotto dalla Jesse L. Lasky Feature Play Company. Alcune scene del film, che fu chiamato anche con il titolo Under the Mask, furono girate nel deserto del Mojave.

## Distribuzione
Il copyright del film, richiesto dalla Jesse L. Lasky Feature Play Co., fu registrato il 7 aprile 1916 con il numero LP8032.
Distribuito dalla Paramount Pictures, il film uscì nelle sale statunitensi il 13 aprile 1916. In Finlandia, fu distribuito il 28 agosto 1922.
Non si conoscono copie ancora esistenti della pellicola che viene considerata presumibilmente perduta.